# Микрорайон имени Дзержинского

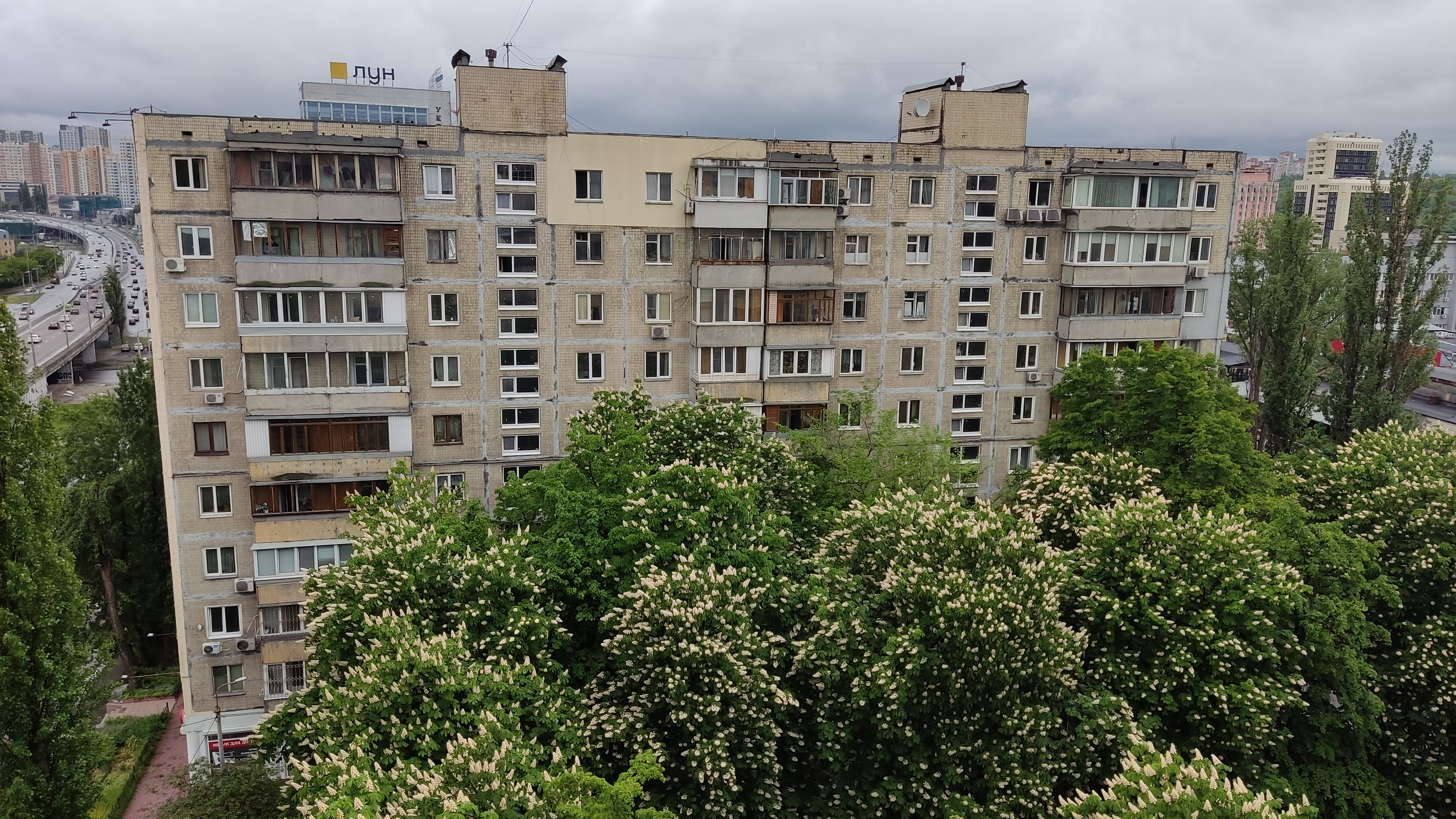

Микрорайон имени Дзержинского, Лыбедской микрорайон (укр. Мікрорайон імені Дзержинського, Либідьский мікрорайон) — жилой микрорайон в Печерском районе города Киева, в районе пересечения улицы Большой Васильковской и бульвара Дружбы Народов. Состоит из четырёх 9-этажных зданий (ул. Большая Васильковская, 145/1; бул. Дружбы Народов, 3; бул. Дружбы Народов, 3а; бул. Дружбы Народов, 3б), построенных по чешскому проекту в 1967-68 гг. Назван по аналогии с находящейся рядом площадью Дзержинского (ныне Лыбедская площадь) и примыкавшим ранее с северной стороны Киевским заводом электротранспорта им. Дзержинского. В д. № 145/1 по ул. Большой Васильковской находится центральный музыкальный магазин Киева «Дом музыки».

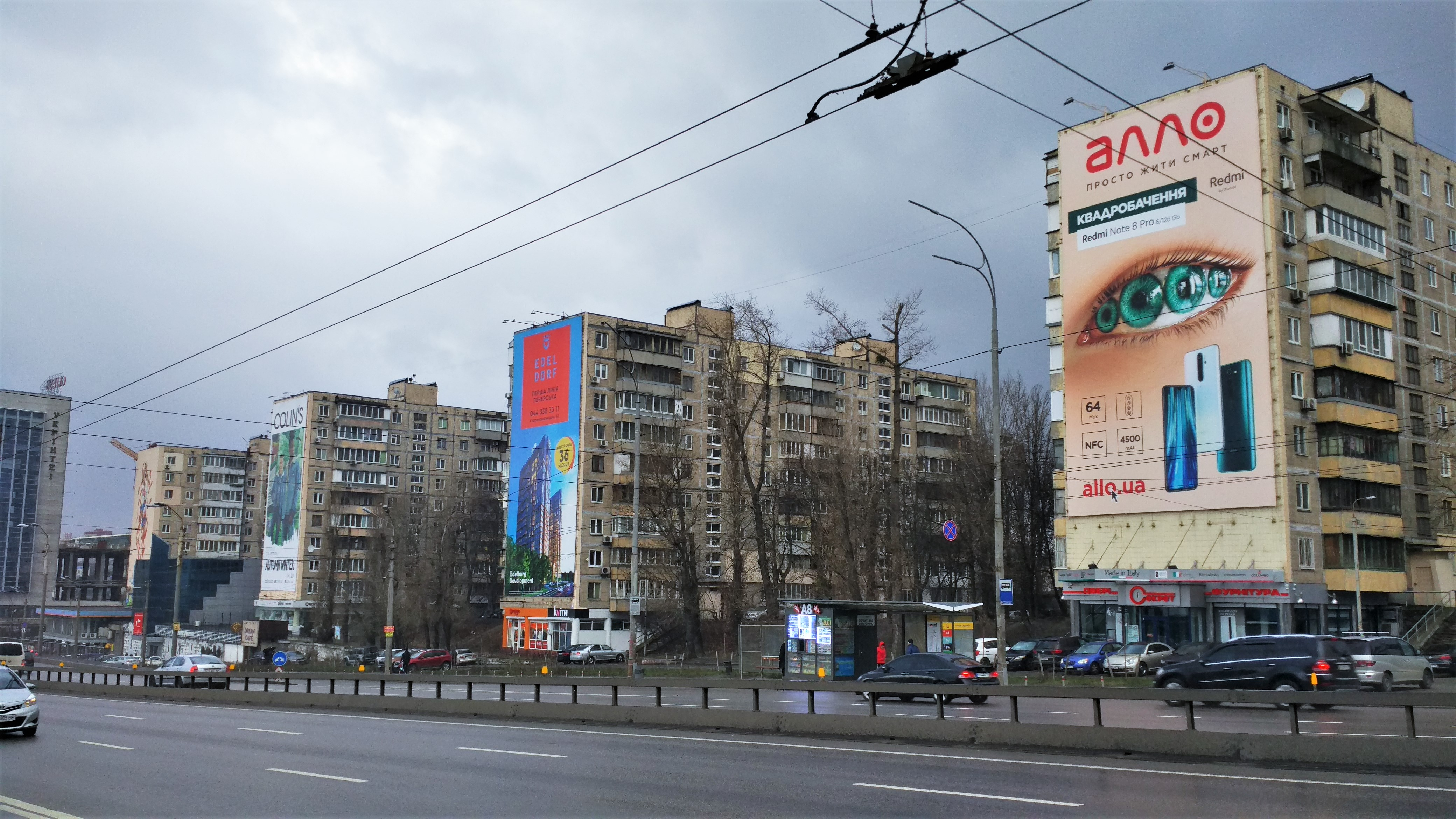